# Tradingsysteem
Een tradingsysteem is een verzameling regels, ook wel aangeduid als een algoritme, dat aan- en verkooporders genereert (output) aan de hand van eenduidige en objectieve ingevoerde gegevens (input). Doel is om winst te maken door het systematisch handelen in bijvoorbeeld aandelen, derivaten en valuta. Als het uitvoeren (executie) van de orders geheel automatisch verloopt zonder menselijke tussenkomst dan spreken we over een geautomatiseerd tradingsysteem of handelsrobot.
De input kan bestaan uit historische en actuele koersgegevens en  omzetten. Maar ook fundamentele bedrijfsgegevens kunnen worden ingevoerd of macro-economische data.
Bij het handmatig uitvoeren van de gegenereerde orders blijft de mens de zwakste schakel. Het ‘sjoemelen’ met de regels wanneer een order indruist tegen het marktsentiment van dat moment is een belangrijke valkuil. Het volledig automatiseren van orders kent echter ook risico’s. Bij een systeemstoring of programmeerfout kunnen grote verliezen en zelfs ernstige marktverstoringen optreden.

## Voor- en nadelen

### Voordelen tradingsysteem
- Emoties uitschakelen - Computers en software kennen geen emoties. En juist deze menselijke emoties zoals angst, hebzucht en spijt zorgen er door het nemen van irrationele beslissingen vaak voor dat op de beurs grote verliezen worden geleden.[4].

- Mogelijkheid om te backtesten – Objectieve regels en eenduidige inputdata maken het mogelijk tradingsystemen te backtesten met historische data. Hierdoor kan men een goed inzicht krijgen over het gedrag van een systeem in het verleden.

- Consistent traden – Tradingsystemen nemen consistent dezelfde beslissingen onder dezelfde omstandigheden. Dat maakt het testen en vergelijken van systemen in verschillende markten en tijdsperiodes eenvoudig.

- Versnelde (automatische) orderuitvoer – Computers zijn veel sneller in het verwerken van grote hoeveelheden data dan het menselijk brein. Dit zorgt ervoor dat aan- en verkoop beslissingen sneller worden genomen. En dat orders veel sneller aan de beurs worden doorgegeven.

- Mogelijkheid om meerdere systemen tegelijk te handelen – Het automatiseren van handelsstrategieën maakt het makkelijker om meerdere systemen naast elkaar te laten draaien. Verschillende systemen die qua resultaten niet correleren leveren diversificatie voordelen (risicospreiding) op; het verlies van het ene systeem wordt opgevangen door de winst van een ander systeem.

### Nadelen tradingsysteem
- Storingen in het systeem – Programmafouten in een tradingsysteem kunnen leiden tot grote verliezen. Maar ook storingen in datalijnen of beurscomputers kunnen onverwachte situaties opleveren, die weer leiden tot een onvoorziene kettingreactie.

- Monitoren – Hoewel tradingsystemen autonoom werken moeten deze ook bewaakt worden. Een plotselinge uitval van bijvoorbeeld een handelsplatform terwijl posities moeten worden gesloten maakt een menselijke backup altijd noodzakelijk.

- Over-optimalisatie – Tradingsystemen kunnen worden geoptimaliseerd door de parameters en/of handelsregels van een systeem zo aan te passen dat het op een dataset uit het verleden optimaal presteert. Deze theoretische resultaten uit het verleden kunnen een systeemtrader overoptimistisch maken waardoor er te grote risico’s worden genomen.

Tradingsystemen zijn er in alle soorten en maten. Aan de ene kant van het spectrum zijn er langetermijn systemen die slechts enkele transacties per jaar doen. Aan de andere kant staan de high frequency tradingsystemen die soms wel tientallen transacties per seconde aan een beurs doorgeven en waar iedere milliseconde telt. Ook zijn er heel veel verschillende tradingstrategieën mogelijk, bijvoorbeeld: trendvolgend, countertrend, scalping, arbitrage, news-driven of fundamentele waarde-analyse.